# Лізьє (округ)
Округ Лізьє (фр. Arrondissement de Lisieux) — округ у Франції, в департаменті Кальвадос. 2023 року округ об'єднував 160 муніципалітетів, населення становило 159 810 осіб.
Адміністративний центр (супрефектура) — Лізьє.

## Муніципалітети
Список муніципалітетів округу та їхні коди INSEE:
1. Аблон (14001)
2. Амфревіль (14009)
3. Англескевіль-ан-Ож (14238)
4. Анжервіль (14012)
5. Аннбо (14016)
6. Баван (14046)
7. Барневіль-ла-Бертран (14041)
8. Бассневіль (14045)
9. Бевіллер (14069)
10. Беврон-ан-Ож (14070)
11. Бель-Ві-ан-Ож (14527)
12. Бенервіль-сюр-Мер (14059)
13. Бланжі-ле-Шато (14077)
14. Блонвіль-сюр-Мер (14079)
15. Бомон-ан-Ож (14055)
16. Боннбоск (14083)
17. Боннвіль-ла-Луве (14085)
18. Боннвіль-сюр-Тук (14086)
19. Бофур-Дрюваль (14231)
20. Бранвіль (14093)
21. Бревіль-ле-Мон (14106)
22. Брюкур (14110)
23. Буржовіль (14091)
24. Валорбіке (14570)
25. Валь-де-Ві (14576)
26. Вальсеме (14723)
27. Варавіль (14724)
28. В'є-Бур (14748)
29. Вікто-Понфоль (14743)
30. Вілле-сюр-Мер (14754)
31. Віллервіль (14755)
32. Вовіль (14731)
33. Гланвіль (14302)
34. Гло (14303)
35. Гоннвіль-ан-Ож (14306)
36. Гоннвіль-сюр-Онфлер (14304)
37. Гоннвіль-сюр-Мер (14305)
38. Гранг (14316)
39. Густранвіль (14308)
40. Данесталь (14218)
41. Дів-сюр-Мер (14225)
42. Довіль (14220)
43. Дозюле (14229)
44. Дрюбек (14230)
45. Дувіль-ан-Ож (14227)
46. Екемовіль (14243)
47. Елан (14329)
48. Ерміваль-ле-Во (14326)
49. Ерувіллетт (14328)
50. Есковіль (14246)
51. Женневіль (14299)
52. Жерро (14300)
53. Кабур (14117)
54. Камбреме (14126)
55. Канапвіль (14131)
56. Кастійон-ан-Ож (14141)
57. Кеттвіль (14528)
58. Кларбек (14161)
59. Кокенвільє (14177)
60. Кордебюгль (14179)
61. Крессевей (14198)
62. Крикбеф (14202)
63. Криквіль-ан-Ож (14203)
64. Куртонн-ла-Мердрак (14193)
65. Куртонн-ле-Дез-Егліз (14194)
66. Ла-Буасьєр (14082)
67. Ла-Весп'єр-Фріардель (14740)
68. Ла-Рив'єр-Сен-Совер (14536)
69. Ла-Рок-Беньяр (14541)
70. Ла-Ублоньєр (14337)
71. Ла-Фольтьєр-Абенон (14273)
72. Ле-Бреведан (14104)
73. Ле-Брей-ан-Ож (14102)
74. Ле-Меній-Ед (14419)
75. Ле-Меній-Гійом (14421)
76. Ле-Меній-Сімон (14425)
77. Ле-Меній-сюр-Бланжі (14426)
78. Ле-Монсо (14435)
79. Ле-Пен (14504)
80. Ле-Пре-д'Ож (14520)
81. Ле-Тей-ан-Ож (14687)
82. Ле-Торкен (14694)
83. Ле-Фоль (14261)
84. Ле-Фурне (14285)
85. Лез-Отьє-сюр-Калонн (14032)
86. Леопарті (14358)
87. Лессар-е-ле-Шен (14362)
88. Ліваро-Пеї-д'Ож (14371)
89. Лізор (14368)
90. Лізьє (14366)
91. Л'Отельрі (14334)
92. Манерб (14398)
93. Маннвіль-ла-Піпар (14399)
94. Мароль (14403)
95. Мезідон-Валле-д'Ож (14431)
96. Мервіль-Франсвіль-Плаж (14409)
97. Мері-Бісьєр-ан-Ож (14410)
98. Монтрей-ан-Ож (14448)
99. Муайо (14460)
100. Нороль (14466)
101. Нотр-Дам-де-Ліве (14473)
102. Нотр-Дам-д'Естре-Корбон (14474)
103. Обервіль (14024)
104. Овіллар (14033)
105. Онфлер (14333)
106. Орбек (14478)
107. Ото-ан-Ож (14335)
108. Пенндепі (14492)
109. Пер'є-ан-Ож (14494)
110. Петівіль (14499)
111. П'єррфітт-ан-Ож (14500)
112. Пон-л'Евек (14514)
113. Претревіль (14522)
114. Пюто-ан-Ож (14524)
115. Ранвіль (14530)
116. Ре (14534)
117. Репантіньї (14533)
118. Рок (14540)
119. Рюменій (14550)
120. Салленель (14665)
121. Сен-Бенуа-д'Еберто (14563)
122. Сен-Вааст-ан-Ож (14660)
123. Сен-Гатьян-де-Буа (14578)
124. Сен-Дезір (14574)
125. Сен-Дені-де-Майок (14571)
126. Сен-Жан-де-Ліве (14595)
127. Сен-Жермен-де-Ліве (14582)
128. Сен-Жуен (14598)
129. Сен-Жульєн-сюр-Калонн (14601)
130. Сен-Імер (14593)
131. Сен-Леже-Дюбос (14606)
132. Сен-Мартен-о-Шартрен (14620)
133. Сен-Мартен-де-Б'єнфет-ла-Крессоньєр (14621)
134. Сен-Мартен-де-ла-Льє (14625)
135. Сен-Мартен-де-Майок (14626)
136. Сен-П'єрр-Азіф (14645)
137. Сен-П'єрр-дез-Іф (14648)
138. Сен-П'єрр-ан-Ож (14654)
139. Сен-Самсон (14657)
140. Сен-Фільбер-де-Шам (14644)
141. Сент-Андре-д'Еберто (14555)
142. Сент-Арну (14557)
143. Сент-Етьєнн-ла-Тіє (14575)
144. Сент-Уан-ле-Пен (14639)
145. Серне (14147)
146. Сюрвіль (14682)
147. Трувіль-сюр-Мер (14715)
148. Тук (14699)
149. Турвіль-ан-Ож (14706)
150. Туржевіль (14701)
151. Туффревіль (14698)
152. Уї-дю-Уле (14484)
153. Уї-ле-Віконт (14487)
154. Ульгат (14338)
155. Ф'єрвіль-ле-Парк (14269)
156. Фірфоль (14270)
157. Фогернон (14260)
158. Формантен (14280)
159. Фурневіль (14286)
160. Фюмішон (14293)